# Quizaca

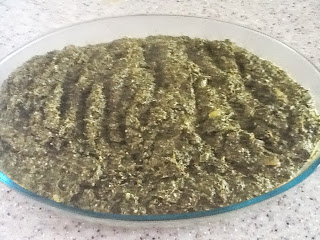
A quizaca angolana.

Quizaca, também conhecida como kizaka e sacafolha, é um prato típico da gastronomia angolana, feito com folhas de um pequeno arbusto com raízes comestíveis chamadas mandioca. Em todas regiões de Angola se come a quizaca com muita frequência principalmente nas cerimónias tradicionais como pedido e alambamento, que é encontro das famílias.
A quizaca encontra-se na culinária do norte de Angola, principalmente nas províncias de Zaire, Uíge e Cabinda, bem como no Bengo e em Luanda. É um dos mais tradicionais pratos dos povos congos.
Seu ingrediente principal provém da folha da mandioqueira (ou bombó), que é rica em vitaminas. As folhas, depois de colhidas, são lavadas e pisadas em pilão, até que fiquem totalmente homogêneas. Após pisadas, as folhas devem passar por um longo processo de pré-cozimento com fervura. Além das folhas, as raízes também são utilizadas como acompanhamento do prato, sendo chamado de fubá de bombó.

## Ingredientes mais usados para preparar a quizaca

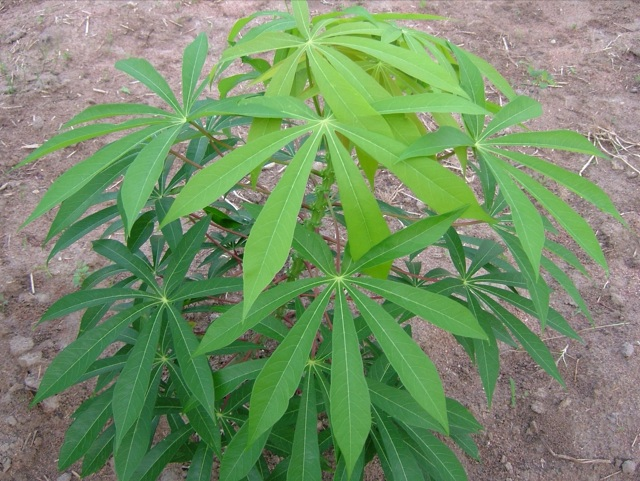
Pé de mandioca

A quizaca é preparada a partir dos seguintes ingredientes:
- Muamba crua ou camarão
- Óleo de palma ou azeite
- Alho
- Cebola
- Sal
- Água
- Couve usada para caldo verde ou de espinafres ou folhas de mandioca.
- Pasta de amendoim

## Modo de preparo mais comum da quizaca
Depois de pisadas e bem fervidas e pré-cozidas as folhas da mandioca, elas são postas em descanso. Após isso, dá-se outra fervura com água durante 30 minutos na pasta das folhas, e depois de ferver adiciona-se o sal e a muamba crua e tapa-se a panela a ferver até a muamba dissolver toda. Põe uma frigideira ao lume onde se frita o óleo de palma e a cebola; feito isso adiciona-se o óleo de palma e a cebola frita e deixa-se apurar por 5 minutos; após isso, a quizaca fica pronta.
A quizaca pode acompanhar com funge de bombó, funge de milho, arroz e tantas outras comidas dependendo da preferencia.

## Ligações Externas
- Embaixada de angola - Pratos Tradicionais Angolanos
- Kizaca
- Receitas
- Kizaca